# 선거군주제
선거군주제(選擧君主制, Elective monarchy)는 군주를 선거에 따라 선출하는 제도이다. 선거 군주제에서는 왕위에 대한 피선거권과 선거권이 규정되어 있다. 세습군주제와는 대비된다.

## 사례

### 과거
- 신성 로마 제국: 가장 대표적인 선거군주제 국가로, 일곱 선제후가 모여 황제를 선출했다. 그러나 1453년부터 1740년 사이에는 황위는 항상 합스부르크가에서 선출되어 세습군주제와 유사하게 기능하기도 하였다.
- 폴란드-리투아니아 연방: 1572년 야기에우워 왕조 지그문트 2세 사후 이후 대가 끊어짐에 따라 선거군주제로 전환되었다. 처음에는 소규모의 위원회에서 선출하였으나 나중에는 폴란드 귀족 계급 전체가 선거인단으로 참여하였다.

### 현재
- 말레이시아
- 캄보디아
- 바티칸 시국
- 안도라

## 같이 보기
- 입헌군주제
- 전제군주제